# Remember Shakti
A Remember Shakti egy világzene/fúziós jazz zenekar.

## Története
1997-ben alakultak. John McLaughlin és Zakir Hussain alapították, akik korábban a Shakti nevű formációban zenéltek. T.H. Vinayakram is visszatért és a zenekar első lemezén zenélt. A második nagylemez készítése idejére viszont elhagyta az együttest; McLaughlin ugyanis leváltotta őt. Öt albumot, egy DVD-t és egy box set-et adtak ki. 2013-ban Magyarországon is felléptek, a Művészetek Palotájában.

## Diszkográfia
- Remember Shakti (1999)
- Live at Miles Davis Hall (1999)
- The Believer (2000)
- Saturday Night in Bombai (2001)
- Remember Shakti (box set, 2002)
- Live at 38th Montreux Jazz Festival (2004)
- The Way of Beauty (2006)